# Colleen Coover

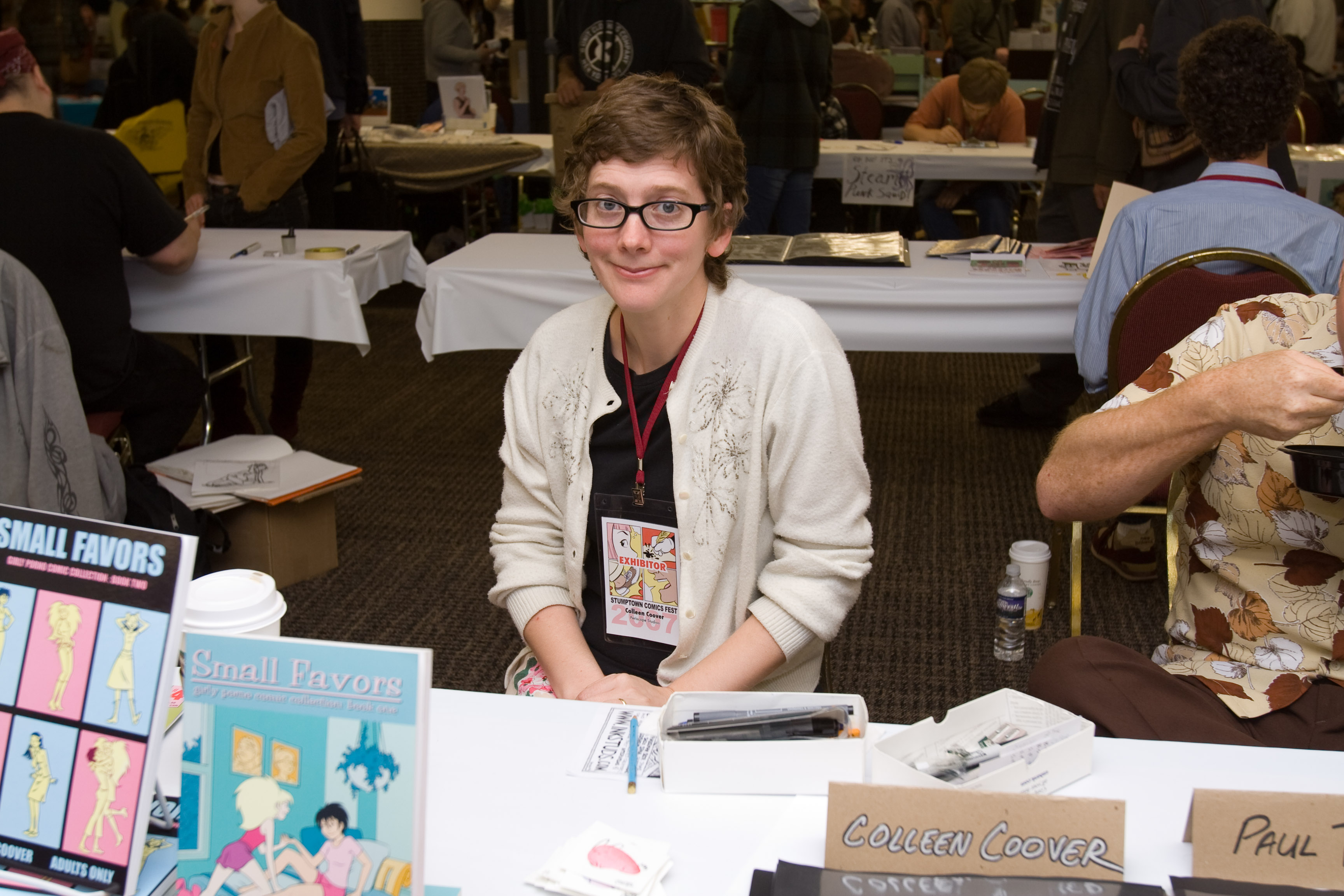
Colleen Coover an ihrem Stand auf dem Stumptown Comics Festival 2007 in Portland

Colleen Coover (* 14. Juli 1969 in Iowa) ist eine US-amerikanische Comiczeichnerin und Illustratorin.
Nach einem abgebrochenen Studium und einer Anstellung als Tellerwäscherin hatte Coover ihr Debüt als Comiczeichnerin in der von Slave Labor Graphics im Jahr 1994 verlegten Anthologie Attitude Lad (herausgegeben von Paul Tobin und Phil Hestr). Zu dieser später auch als Beruf verfolgten Arbeit kam sie über ihren Lebenspartner Paul Tobin, der ihr selbst zufolge (noch vor Jaime und Gilbert Hernandez, Milton Caniff, Stan Sakai, Seth, Wally Wood, Rumiko Takahashi und Hilda Terry) den größten Einfluss auf ihre Arbeit hatte, oft Skripts für ihre Werke schreibt und mit dem sie zusammen in Portland (Oregon) lebt und arbeitet. Am 25. August 2007 heirateten sie.
Coovers wohl bekannteste Arbeit als Comiczeichnerin ist die Reihe Small Favors (in der deutschsprachigen Ausgabe auch manchmal mit dem Untertitel „Kleine Gefälligkeiten“), die bisher in zwei Sammelbänden vorliegt. Darin werden in kurzen Episoden auf humorvolle Weise die meist erotisch-pornografischen Abenteuer der Hauptfiguren Annie und Nibbil erzählt, die als magisches Wesen und „kosmische Hüterin des schlechten Gewissens“ von Annie auf diese wegen ihrer Masturbations-Obsession aufpassen soll, aber schon früh in den Geschichten mit ihr eine offene Beziehung eingeht. Coover wollte mit dieser Reihe vor allem lesbische Pornografie schaffen, die nicht aus einer männlich-heterosexuellen Perspektive, sondern auch und gerade für Frauen selbst ansprechend und unterhaltsam und neben der expliziten Darstellung von Sexualität auch vorwiegend mädchenhaft, niedlich und fröhlich sein sollte.
Daneben veröffentlichte Coover bisher noch die vierteilige Serie Banana Sunday, die auch als Sammelband veröffentlicht wurde, und zeichnete einige Kurzgeschichten für die von Marvel Comics verlegte Spinoff-Serie X-Men: First Class.
Neben ihrer Arbeit als Comiczeichnerin fertigte sie Illustrationen für diverse Magazine (darunter On Our Backs, Girlfriends, Curve, Kitchen Sink, Nickelodeon Magazine) und Verlage (u. a. Buckle Down Publishing, Alyson Books und Cleis Press) an. Ihre Comics erschienen auch in der Zeitschrift Out und dem Jahrbuch Mein heimliches Auge, sowie in den Anthologien What's Right? (Arsenal Pulp Press, 2003), True Porn (Alternative Comics, 2003) und Sexy Chix (Dark Horse Comics, 2006).
Coover gehört dem Portlander Künstlerkollektiv Periscope Studios an. Sie ist außerdem aktives Mitglied und seit August 2004 im Beratungsgremium (Advisory Board) von Prism Comics, einer Non-Profit-Organisation, die sich für LGBT-Interessen in der Comic-Industrie einsetzt.

## Veröffentlichungen (Auswahl)
Deutsch
- Uli Meyer (Hg. und Übs.): Small Favors. girly sex comic, Band 1. konkursbuch Verlag Claudia Gehrke, Tübingen 2003. ISBN 3-88769-322-1.
- Uli Meyer (Hg. und Übs.): Small Favors. girly sex comic, Band 2. konkursbuch Verlag Claudia Gehrke, Tübingen 2004. ISBN 3-88769-326-4.
- Banana Sunday. Eidalon, Brandenburg 2008. ISBN 978-3-939585-10-7.

Englisch
- Small Favors: Girly Porno Comic Collection Book 1. Eros Comix 2002. ISBN 1-56097-519-9.
- Small Favors: Girly Porno Comic Collection Book 2. Eros Comix 2003. ISBN 1-56097-634-9.
- Banana Sunday. Oni Press 2006. ISBN 1-932664-37-8.

Französisch
- Banana Sunday (übersetzt von Gabriel Colsim). Éditions Albin Michel, 2007. ISBN 2-226-17775-2.